# Salak
Salacca zalacca
Pour les articles homonymes, voir Salak (homonymie).
Espèce
Classification phylogénétique
Le salak (Salacca zalacca) est une espèce de petit palmier de la famille des Arecaceae. Espèce tropicale, ce palmier est très épineux, parfois rampant, mesurant jusqu'à 6 m de haut. La tige est généralement souterraine.
Le salak pousse à Java et à Sumatra mais son origine reste inconnue. On le cultive principalement en Thaïlande, Malaisie et Indonésie.

## Présentation du fruit
Le fruit, nommé également salak, pousse en petits groupes à la base de l'arbre.
C'est une drupe ovale ou fusiforme de 5 à 8 cm de long, recouverte de dures écailles brunes rappelant la peau d'un serpent. C'est la raison pour laquelle on l'appelle « fruit serpent » (salak signifie serpent en javanais et en soundanais). Le noyau a la taille d'une noisette.
Il est très consommé en Asie du Sud-Est. Sa chair blanche et ferme rappelle celle de la jaque. Sa saveur est douce et acidulée avec un parfum proche de la fraise et de l’ananas.

## Liens externes

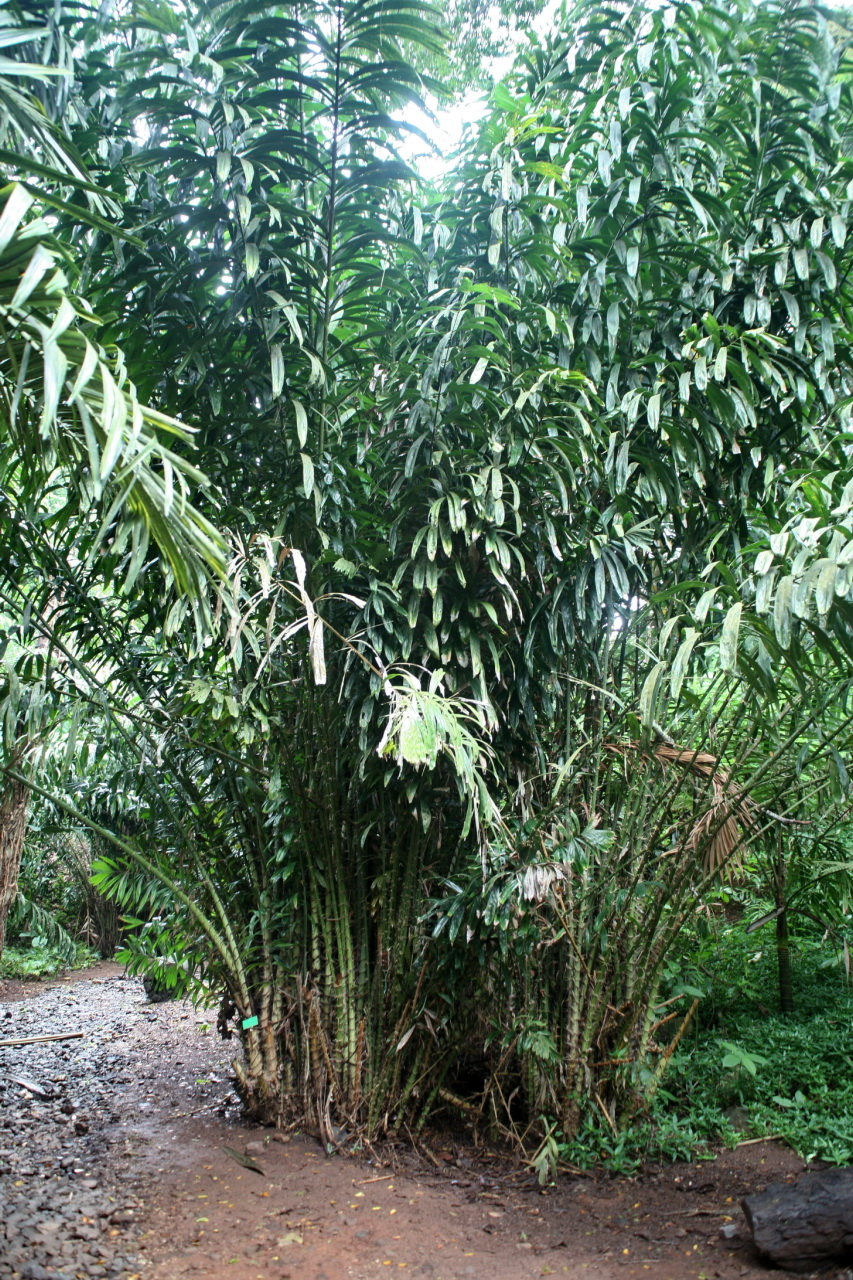
Plantation.
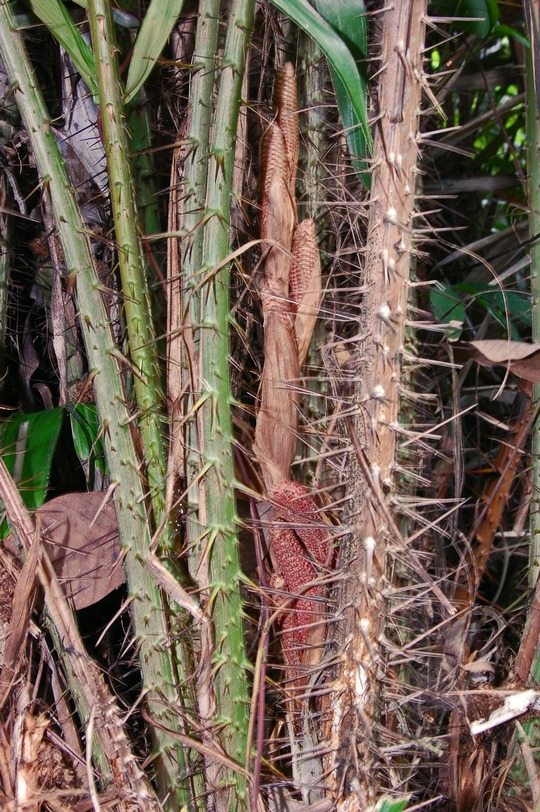
Détail des tiges.
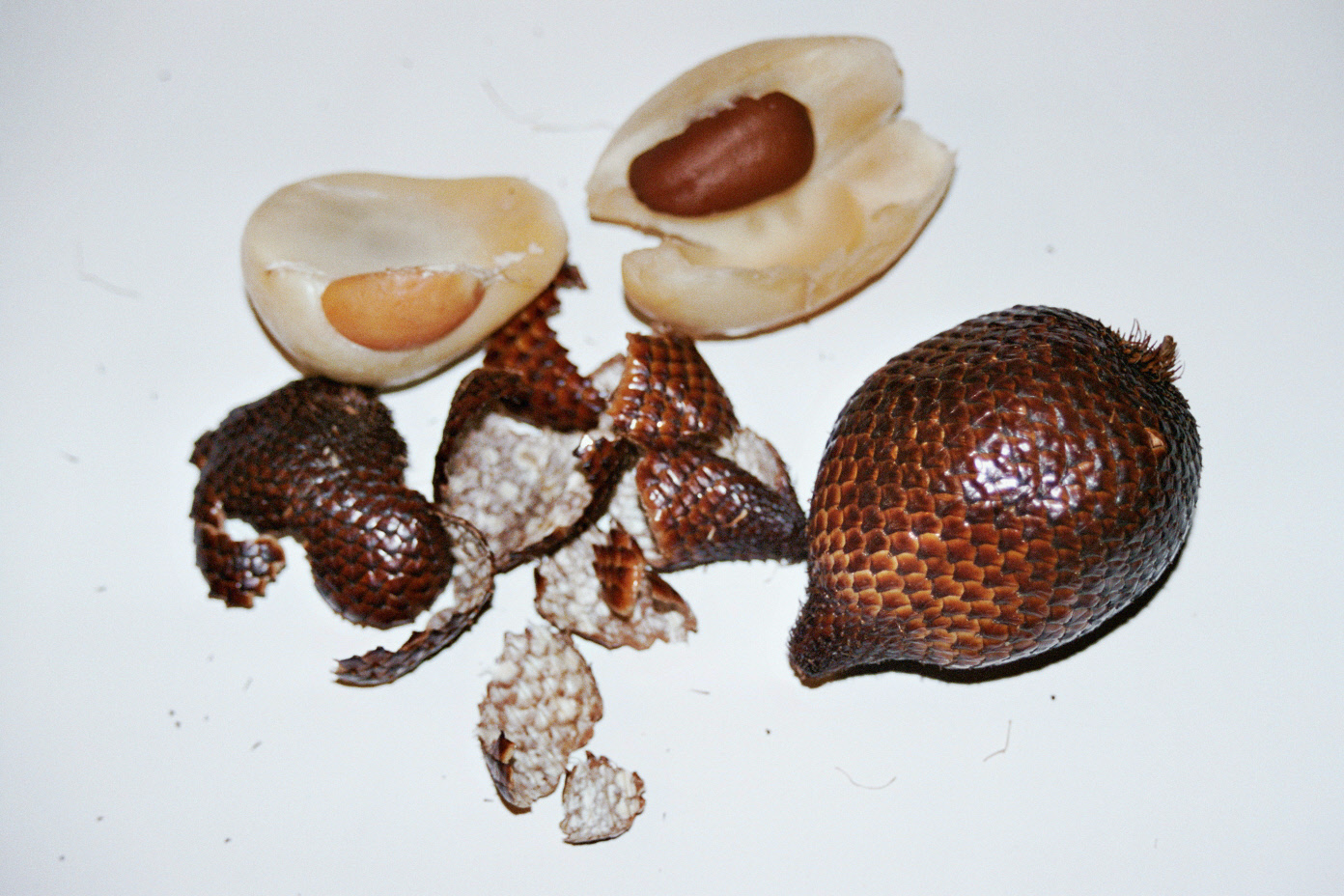
Fruit et graines.

## Synonymes
- Calamus zalacca Gaertn.
- Salacca edulis Reinw.
- Salakka edulis Reinw. ex Blume